# Fanalet de Verany
El fanalet de Verany (Symbolophorus veranyi) és una espècie de peix de la família dels mictòfids i de l'ordre dels mictofiformes.

## Morfologia
- Els mascles poden assolir 12 cm de longitud total.[4][5]

## Alimentació
Menja crustacis.

## Depredadors
És depredat per Galeus melastomus.

## Hàbitat
És un peix marí i d'aigües profundes que viu entre 0-800 m de fondària.

## Distribució geogràfica
Es troba a l'Atlàntic oriental (des d'Islàndia i les Illes Britàniques fins al Sàhara Occidental, incloent-hi la Mediterrània) i l'Atlàntic occidental (des de Nunavut i els Estats Units fins al Brasil).